# Bétracq
Bétracq ist eine französische Gemeinde mit 48 Einwohnern (Stand 1. Januar 2022) im Département Pyrénées-Atlantiques in der Region Nouvelle-Aquitaine (vor 2016: Aquitanien). Die Gemeinde gehört zum Arrondissement Pau und zum Kanton Terres des Luys et Coteaux du Vic-Bilh (bis 2015: Kanton Lembeye).
Der Name in der gascognischen Sprache lautet Vetrac.
Die Bewohner werden Bétracois oder Bétracoises genannt.

## Geographie
Bétracq liegt circa 45 Kilometer nordöstlich von Pau in der Region Vic-Bilh in der historischen Provinz Béarn am nordöstlichen Rand des Départements an der Grenze zu dem benachbarten Département Hautes-Pyrénées.
Umgeben wird die Gemeinde von den Nachbargemeinden:
|          | Madiran (Hautes-Pyrénées)                   |                                                         |
| Lasserre | Kompassrose, die auf Nachbargemeinden zeigt | Soublecause (Hautes-Pyrénées) Hagedet (Hautes-Pyrénées) |
|          | Monpezat                                    | Lascazères (Hautes-Pyrénées)                            |

Bétracq liegt im Einzugsgebiet des Flusses Adour und wird durchquert von einem seiner Nebenflüsse, dem Bergons. Der Ruisseau le Prouzet, ein Zufluss des Bergons, fließt zu einem großen Teil an der östlichen Gemeindegrenze.

## Geschichte
Im heutigen Ortsteil Sarran gab es eine Befestigungsanlage mit Gräben, Ringmauer und Innenhof, die auf eine ehemalige Siedlung im Hochmittelalter an anderer Stelle als das heutige Ortszentrum hinweist. Sie könnte aber auch bereits ihren Ursprung in der Urgeschichte haben. Auf der Karte von Cassini 1750 ist die Anlage als Haus eingetragen.
Bétracq wird erstmals im 14. Jahrhundert in der Form Betrac en la frontere, gemeint ist die Grenze zwischen dem Béarn und der Bigorre, erwähnt. Im Zensus von 1385 wurden 9 Haushalte gezählt und vermerkt, dass das Dorf in der Bailliage von Lembeye liegt. Auf der Karte von Cassini 1750 ist die Gemeinde als Betrac eingetragen. Während der Französischen Revolution 1793 wird Bétracq als Betracq geführt, während des Französischen Konsulats acht Jahre später neben Betrac auch als Bétracq.
1842 hat sich die Gemeinde Bétracq mit der Nachbargemeinde Montpezat zur Gemeinde Monpezat-Bétracq zusammengeschlossen. Seit 1874 gehen die beiden Kommunen administrativ wieder getrennte Wege.

### Einwohnerentwicklung
Nach Höchstständen der Einwohnerzahl zu Beginn des 19. Jahrhunderts setzte die Landflucht ein und reduzierte die Zahl in Wellen auf heute rund 50 Einwohnern.
| Jahr      | 1962 | 1968 | 1975 | 1982 | 1990 | 1999 | 2006 | 2009 | 2022 |
| --------- | ---- | ---- | ---- | ---- | ---- | ---- | ---- | ---- | ---- |
| Einwohner | 82   | 88   | 81   | 77   | 85   | 65   | 51   | 49   | 48   |

## Sehenswürdigkeiten
- Kirche, gewidmet Martin von Tours. Im 16. oder 17. Jahrhundert wurde der einschiffige Bau errichtet. Der Glockengiebel ist typisch für solch kleine Kirchen in der Region Vic-Bilh. Der heutige Eingang wurde an der Südseite wurde 1760 geschaffen, der frühere Eingang wahrscheinlich in der gleichen Zeit zugemauert. Im Innern fällt der Blick auf zwei große Fresken aus dem Ende des 19. Jahrhunderts, die den heiligen Martin als Bischof und Notre-Dame-de-Lourdes darstellen. Weitere Ausstattungsgegenstände der Kirche stammen aus dem 17. bis 19. Jahrhundert und sind als nationale Kulturgüter registriert.[9][10][11]

## Wirtschaft und Infrastruktur
Die Landwirtschaft ist auch heutzutage der wichtigste Wirtschaftsfaktor. Bétracq liegt in den Zonen AOC der Weinanbaugebiete des Béarn, Madiran und Pacherenc du Vic-Bilh.

### Verkehr
Bétracq durchquert von der Route départementale 342.